# Нордман, Наталья Борисовна
Ната́лья Бори́совна Но́рдман (14 декабря 1863 — 30 июня 1914, известная также под псевдонимом Се́верова и двойной фамилией Но́рдман-Се́верова) — русская и финская писательница, пропагандистка дореволюционного вегетарианского движения, спутница жизни Ильи Репина.

## Биография
Нордман родилась в Хельсинки в 1863 году. Её отцом был уроженец Великого княжества Финляндского, адмирал русского флота Бернхард (Борис) Нордман, а мать — русская дворянка Мария Арбузова, дочь генерала А. Ф. Арбузова. Когда ей был двадцать один год, она сбежала в Америку с подругами, где работала на нескольких работах для получения денег. Впоследствии вернулась к матери, которая отказалась принимать её в своём доме. Тогда она переехала к дальней родственнице, княгине Марии Клавдиевне Тенишевой.
Нордман была суфражисткой и пропагандисткой вегетарианства. Благодаря княгине она познакомилась с художником Ильей Репиным. При первой встрече она не понравилась художнику, но впоследствии они вместе отправились на выставку в Париж. Репин был пленён ею и после рождения дочери, которую не приняли в обществе, приобрёл усадьбу Пенаты, в Куоккале, которая в то время была частью Финляндии. Пара приглашала известных людей искусства каждую среду, и, так как в их новый дом легко было попасть прямым поездом из столицы, Санкт-Петербурга, встречи пользовались популярностью.

В.В.Маяковский вспоминал:

Семизнакомая система (семипольная). Установил семь обедающих знакомств. В воскресенье «ем» Чуковского, понедельник — Евреинова и т. д. В четверг было хуже — ем репинские травки. Для футуриста ростом в сажень — это не дело.— 
Встречи по средам позволили Репину собрать «альбом» для Нордман. Он создавал портреты знаменитых посетителей, и на каждой картине было имя, профессия, а иногда и автограф. Гостеприимство Нордман было известным, а среди гостей были писатели Максим Горький и Александр Куприн, художники Василий Поленов, Исаак Бродский, Филипп Малявин и Николай Фешин, поэт Владимир Маяковский, философ Василий Розанов и ученый Владимир Бехтерев, журналист Корней Чуковский. Нордман была хранительницей этого альбома, который был подготовлен для показа на Всемирной выставке в Италии в 1911 году. В 1911 году они вместе с Репиным отправились на Всемирную выставку в Турин, где портреты Репина были выставлены в отдельном зале. Репин говорил о Нордман как о «любви всей своей жизни». Взаимоотношения Натальи Нордман и Ильи Репина легли в основу пьесы Зиновия Сагалова «Сёстры Джоконды».

## Смерть и наследие
Нордман умерла в Орселине (Швейцария) в 1914 году от чахотки, Репин приехал на похороны.
Нордман завещала дом Императорской академии художеств.
«Альбом Нордман» портретов Репина был представлен на выставке в 2009 году.

## Сочинения
- «Интимныя страницы», 1910 г.
- Н. Б. Северова. Поваренная книга для голодающих. — Санкт-Петербург, 1911.